# Aditmari
Aditmari (en bengalí: আদিতমারি) es una Upazila del Distrito de Lalmonirhat de la división de Rajshahi, en Bangladés.

## Geografía
Aditmari está ubicada en 22°58′00″N 90°09′00″E / 22.9667, 90.1500. Tiene 33343 casas y un área total de 195.03 km².

## Demografía
Según el censo de Bangladés de 1991, Aditmari tiene una población de 176760 habitantes. Los hombres constituyen el 51.22% de la población, y las mujeres el 48.78%. Son 84204 los habitantes mayores de 18 años. Aditmari tiene una tasa de alfabetización media del 18.6% (más de 7 años), y un promedio de alfabetización nacional del 32.4%.

## Administración
Aditmari tiene 8 Distritos, 58 Mauzas o Mahallas, y 106 aldeas.